# Oyster Card

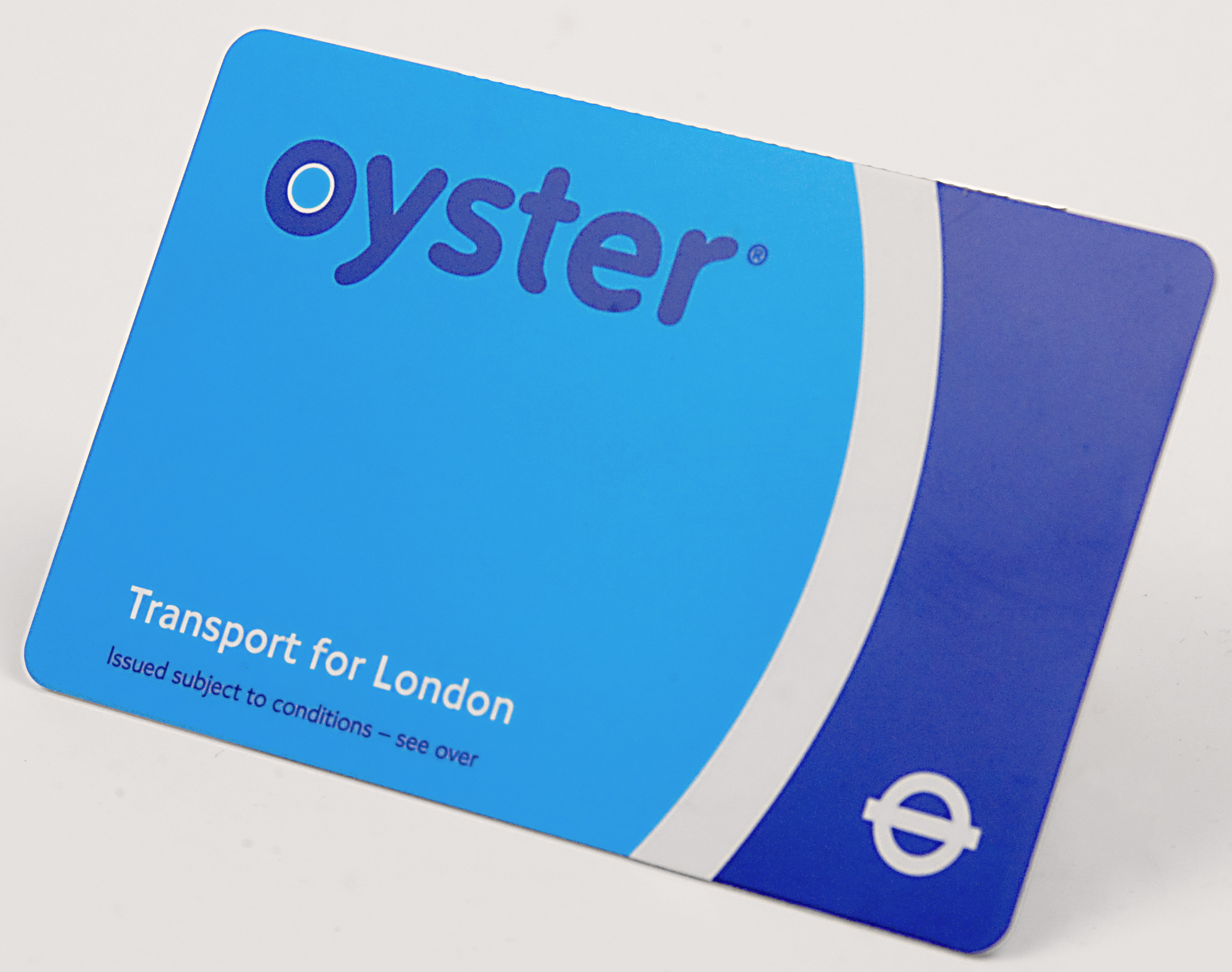
Esemplare di Oyster Card.

La Oyster card è una forma di biglietto elettronico usato nei trasporti pubblici nell'area della Greater London. Essa è promossa dal Transport for London ed è valida per diversi sistemi di trasporto intermodale come Metropolitana di Londra, bus, Docklands Light Railway (DLR), London Overground, Tramlink e alcuni servizi del National Rail.
Ha il formato di una carta di credito di colore blu, che viene caricata con diversi tipi di biglietti elettronici (di corsa semplice, giornalieri, settimanali, mensili etc.) da caricare prima del viaggio. Essa è anche una carta intelligente che non ha bisogno di essere inserita nelle macchine di ingresso alla stazione in quanto il chip in essa contenuto è in grado di comunicare, a mezzo di impulsi radio, con le apparecchiature integrate nelle porte di accesso alle stazioni. La carta può essere facilmente ricaricata presso numerosi sportelli sia tramite addebito su carta di credito che su carta di debito (Bancomat). La carta è stata studiata per ridurre il numero delle transazioni in contante alle biglietterie delle stazioni e per facilitare il viaggio ai passeggeri. Il suo uso è incoraggiato con lo sconto delle tariffe caricate sulla carta rispetto ai biglietti acquistati per contanti.
La carta venne introdotta per la prima volta nel luglio 2003 con un limitato numero di possibilità che sono poi state progressivamente incrementate. Dal marzo 2007 sono state emesse oltre 10 milioni di Oyster card e più dell'80% dei viaggi sul sistema di Transport for London sono effettuati usando la Oyster card.

## Storia

### Operatori
La Oyster card è stata messa a punto con un'iniziativa di finanza privata messa in atto dal TfL e TranSys, un consorzio di fornitori che include la EDS e la Cubic Transportation Systems, Inc. (che sono responsabili della gestione del sistema) e Fujitsu e Atkins (soci finanziari e tecnici). Il contratto del valore di 100 milioni di sterline, è stato siglato nel 1998 e ha la durata di 17 anni andando a scadere nel 2015. Nell'agosto del 2008 la TfL ha deciso di esercitare un'opzione per la riduzione della durata contrattuale anticipandola al 2010. L'abbreviazione della validità è stata determinata da un certo numero di problemi emersi nel corso della validità contrattuale. La TfL, comunque, ha precisato che l'abbreviazione del contratto non è stata causata da problemi nel servizio ma è legata alla volontà di trovare una soluzione meno costosa. Nel novembre 2008 è stato annunciato un nuovo contratto fra TfL e Cubic - EDS, che dovrebbe vedere due dei soci del vecchio consorzio gestire il sistema per tre anni dal 2010 al 2013.

### Marchio
Il marchio Oyster venne scelto dopo un lungo periodo di studio da parte della TranSys, la società che venne incaricata di fornire il sistema di pagamento, ed il committente TfL. Vennero proposti un certo numero di marchi differenti ma alla fine si scelse Oyster in quanto non espressamente legato ai sistemi di trasporto dell'area. Secondo Andrew McCrum, manager di Appella consultants, il nome Oyster venne scelto in quanto simbolo di qualcosa di molto sicuro e prezioso come l'ostrica contenuta nella robusta conchiglia bivalve che contiene le perle. La sua associazione di idee con deposito di ostriche contenuto nell'estuario del Tamigi ed il detto popolare the world is your oyster (il mondo è la tua ostrica), sono stati fattori significativi per la scelta.
La proprietà intellettuale del marchio Oyster appartiene a Transys. A seguito della rinegoziazione dell'attuale contratto, la TfL ha acquisito i diritti sul marchio in via definitiva.

### Tecnologia

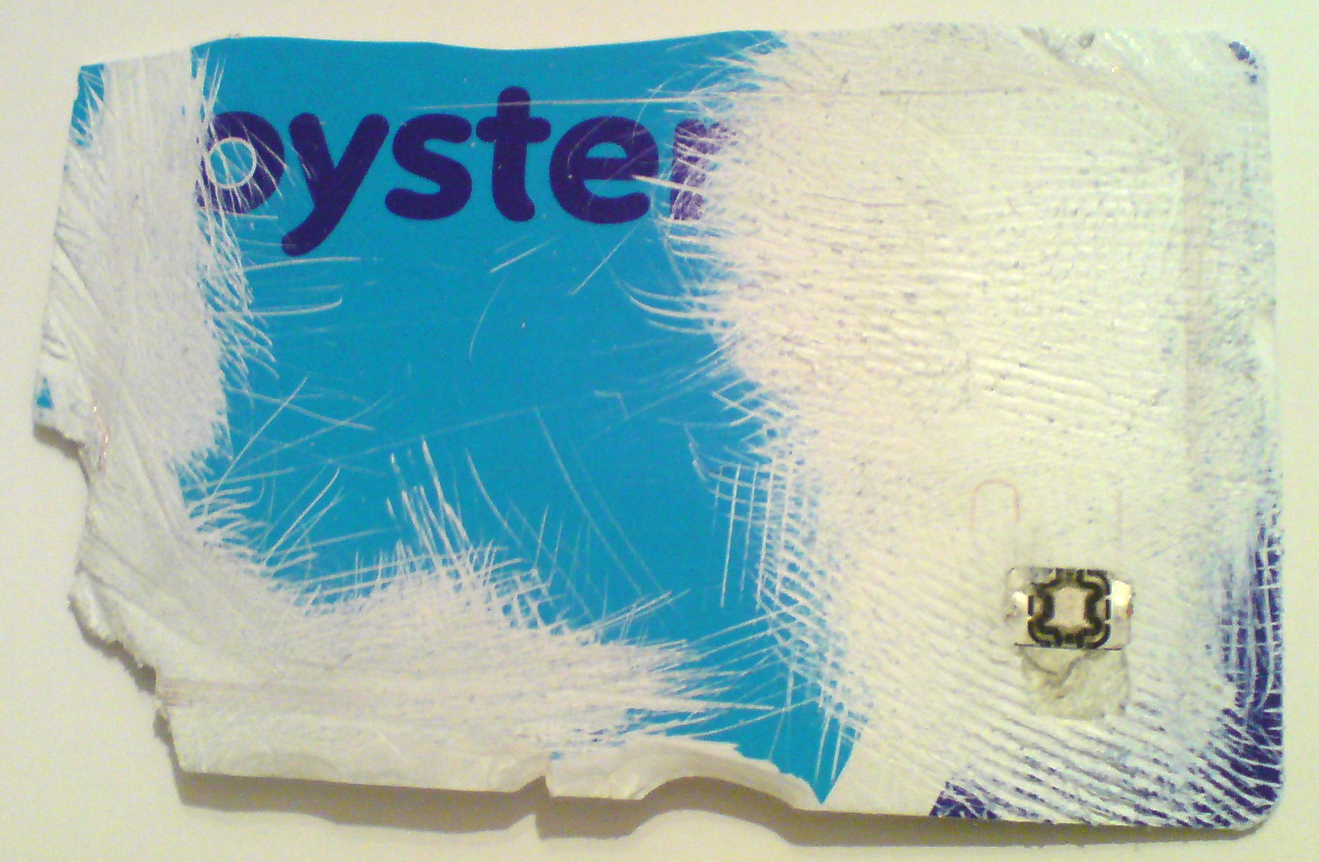
Una carta danneggiata, con il microchip in vista i(n basso a destra), e l'antenna sistemata lungo i bordi nella carta.

La Oyster card è una smart card contactless, che può essere letta da un sensore posto a circa 8 cm da essa senza doverla far scorrere in una fessura come una normale carta di credito. Il sistema è gestito dalla TranSys, ed è basato sullo standard NXP/Philips- MIFARE, munito di chip fornito da Giesecke & Devrient e SchlumbergerSema. La tecnologia usata per la Oyster card è nota come Radio Frequency IDentification (RFID), ed è la stessa usata in analoghe pass card usate in altre parti del mondo.
La Oyster card funziona come un'antenna ed il lettore come un ricevitore di informazioni.
Nel 2008 nacque la moda di togliere il chip RFID dalla Oyster cards ed attaccarlo sull'orologio da polso o su un braccialetto in modo da evitare di dover estrarre la card tutte le volte che la si doveva usare. Nonostante questo modo di procedere non avesse creato problemi nel funzionamento del servizio né evasioni nell'addebito dei trasporti, la TfL disapprovò questo uso della carta multando tutti coloro che riportavano la carta danneggiata non integra al momento della ricarica.

### Uso

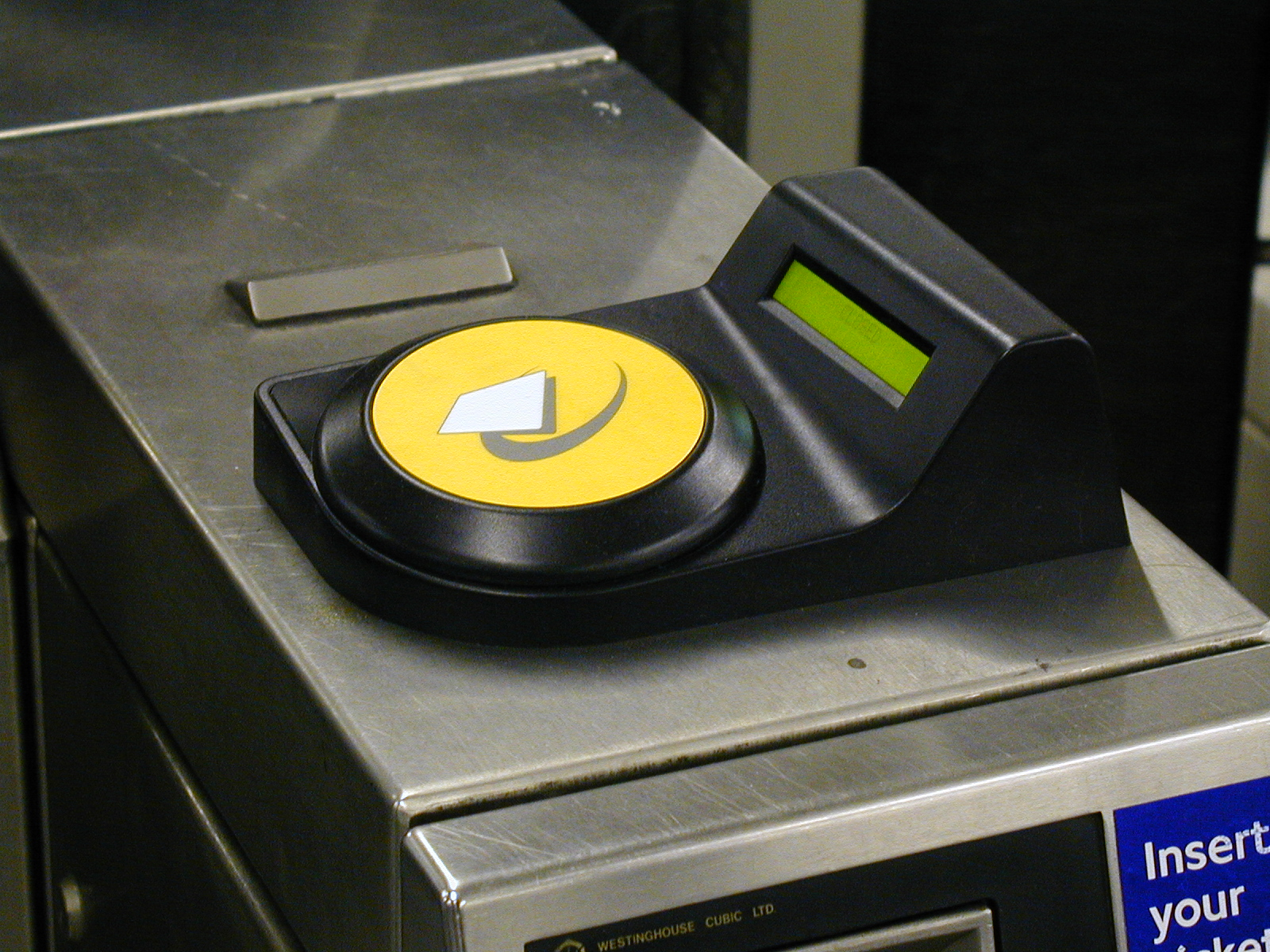
Un lettore di Oyster Card (Cubic Tri-Reader) presso una porta di ingresso della Metropolitana di Londra.

I viaggiatori avvicinano la card al sensore posto in corrispondenza delle porte di entrata e di uscita dalle stazioni per documentare il servizio di cui si è fruito (non è necessario appoggiare la card ma la distanza utile è comunque solo di pochi centimetri). I Tram ed i bus sono anch'essi muniti di lettore di card, nelle vicinanze delle porte di ingresso e di uscita. Le Oyster card possono essere adoperate per caricare sia travelcard che bus pass (di una settimana o più) e pagamenti di corse semplici.
Il sistema è asincrono, in quanto i dati dei biglietti sono contenuti sulla card piuttosto che sul calcolatore centrale. Quest'ultimo viene aggiornato periodicamente con i dati provenienti dalle barriere delle stazioni e dai mezzi pubblici circolanti. I biglietti acquistati su internet o per telefono, vengono caricati sulla carta al primo contatto con un sensore alle barriere di controllo.
I biglietti non Oyster (biglietti cartacei) possono avere diverse forme. I biglietti del Bus emessi alle fermate sono stampati su carta termica, mentre quelli per la metropolitana, la DLR e per i treni regionali sono di carta con una banda magnetica che funziona in modo simile alla Oyster card, anche se la banda magnetica deve essere fatta scorrere sul sensore.

### Registrazione e protezione
La Oyster card può essere registrata e protetta contro lo smarrimento ed il furto. La registrazione va fatta di persona ad una stazione della metropolitana, ad un negozio di vendita delle carte e ad un Travel Information Centre. Per fare questo occorre compilare un modulo (sia al momento dell'acquisto della carta che in qualunque momento successivo). La registrazione consente al cliente di poter acquistare qualunque tipologia di biglietto, avere un'assistenza post vendita ed essere protetto contro lo smarrimento ed il furto della carta. Nel caso di un evento del genere, il titolare deve fornire una risposta di sicurezza precedentemente stabilita al momento della registrazione.
Essa non può essere registrata per via telematica, anche se la si può proteggere creando un account personale e registrandola su di esso. Questo consente di avere un servizio post vendita e protezione contro ladri e smarrimento ma non consente l'acquisto di Travelcard della durata di un mese o più.
Un account Oyster online consente l'acquisto di qualsiasi ricarica per la carta di cui si fornisce il numero. Questa facilitazione non offre alcuna protezione per la carta e se questa non è protetta il sistema da un avviso e consente la protezione online.

### Vendita

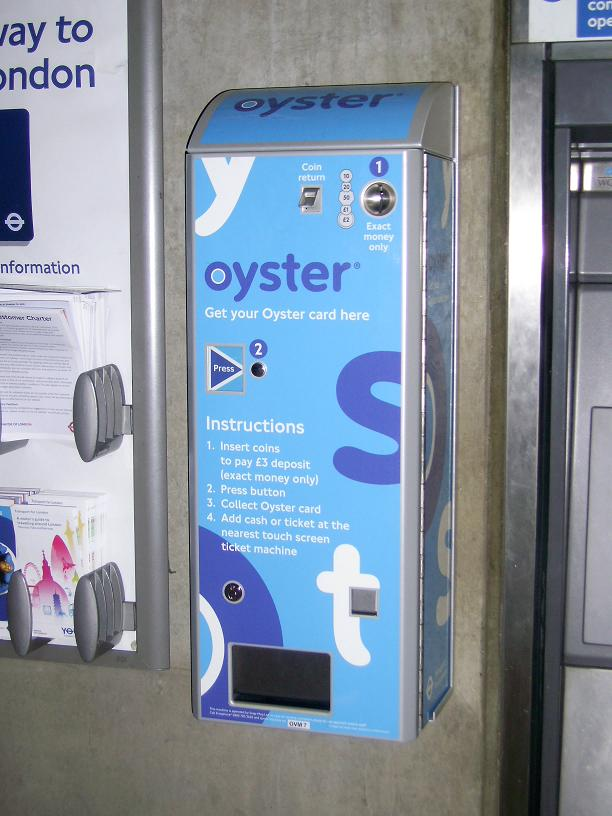
Apparecchiatura automatica di vendita di Oyster card, installata alla stazione di London Bridge nel dicembre 2006.

La Oyster card può essere acquistata presso un grande numero di rivendite site nell'area di Londra:
- Rivendite di biglietti della Metropolitana di Londra e del London Overground
- Macchine automatiche presso alcune stazioni
- Circa 2.300 rivenditori di biglietti Oyster (normalmente rivendite di giornali)
- Selezionate stazioni del National Rail, che hanno anche servizi della Metropolitana
- Travel Information Centres
- Online sul sito web Oystercard
- Per telefono tramite il sistema di vendita telefonico della TfL.[12]

Un deposito di 5 sterline restituibile, deve essere pagato in caso di acquisto di una Travelcard per un periodo inferiore alla settimana. In sede di acquisto viene fornito un modulo per la registrazione della carta. In caso di mancata registrazione non è consentito caricare biglietti mensili o di maggior durata.

### Periodi di carica
Una Oystercard può contenere fino a tre diverse tipologie di biglietto allo stesso tempo. Queste possono essere Travelcard, biglietti per il bus e pay as you go (ex prepagato). Le Travelcard possono essere caricate sulla Oyster card fino ad un mese in anticipo rispetto al loro utilizzo.
I possessori di Travelcard caricate su Oyster card, non debbono far leggere la card al sensore né in entrata né in uscita dalle stazioni, se viaggiano nelle zone per cui hanno acquistato la Travelcard. Nel caso dovessero viaggiare al di fuori di dette zone dovranno invece far leggere la carta sia in entrata che in uscita. In questo modo verrà addebitata la quota di tariffa eccedente quella già pagata in abbonamento.
Non vi è differenza di validità o di costo fra una Travelcard caricata sulla Oyster card ed un equivalente biglietto cartaceo. Entrambi sono validi sul sistema della Metropolitana, sull'Overground, sulla DLR, sui bus, sui tram e sui servizi del National Rail entro le zone acquistate. Si noti che qualsiasi Travelcard abilita a viaggiare sull'intera rete dei bus di Londra.

#### Rinnovi
Quando la Oyster card Travelcard è in scadenza, può essere rinnovata presso tutti i servizi di vendita della rete, oltre che online. In quest'ultimo caso debbono indicare una stazione presso la quale caricare la carta al primo passaggio che può essere dal giorno successivo a quello dell'acquisto. I rinnovi non possono essere caricati tramite un lettore o su un bus.

### Pay as you go
Oltre che per il caricamento di biglietti, la Oyster card può essere utilizzata come carta prepagata per fare pagamenti di ogni genere. Le somme vengono scalate dalla card in occasione di ogni utilizzo e la carta può essere ricaricata quando gli stessi stanno per esaurirsi. Il totale massimo che può essere caricato è di 90 sterline. Questi sistema è noto come "pay as you go" (abbreviato PAYG), poiché consente di pagare ogni singola corsa senza dover prima acquistare un biglietto.
Prima dell'introduzione della Oyster card, il pagamento tipo PAYG system era chiamato "pre pay", e questo nome viene ancora usato alcune volte sul National Rail. Il TfL si riferisce in tutte le sue comunicazioni pubblicitarie al "pay as you go".

#### Metropolitana e DLR

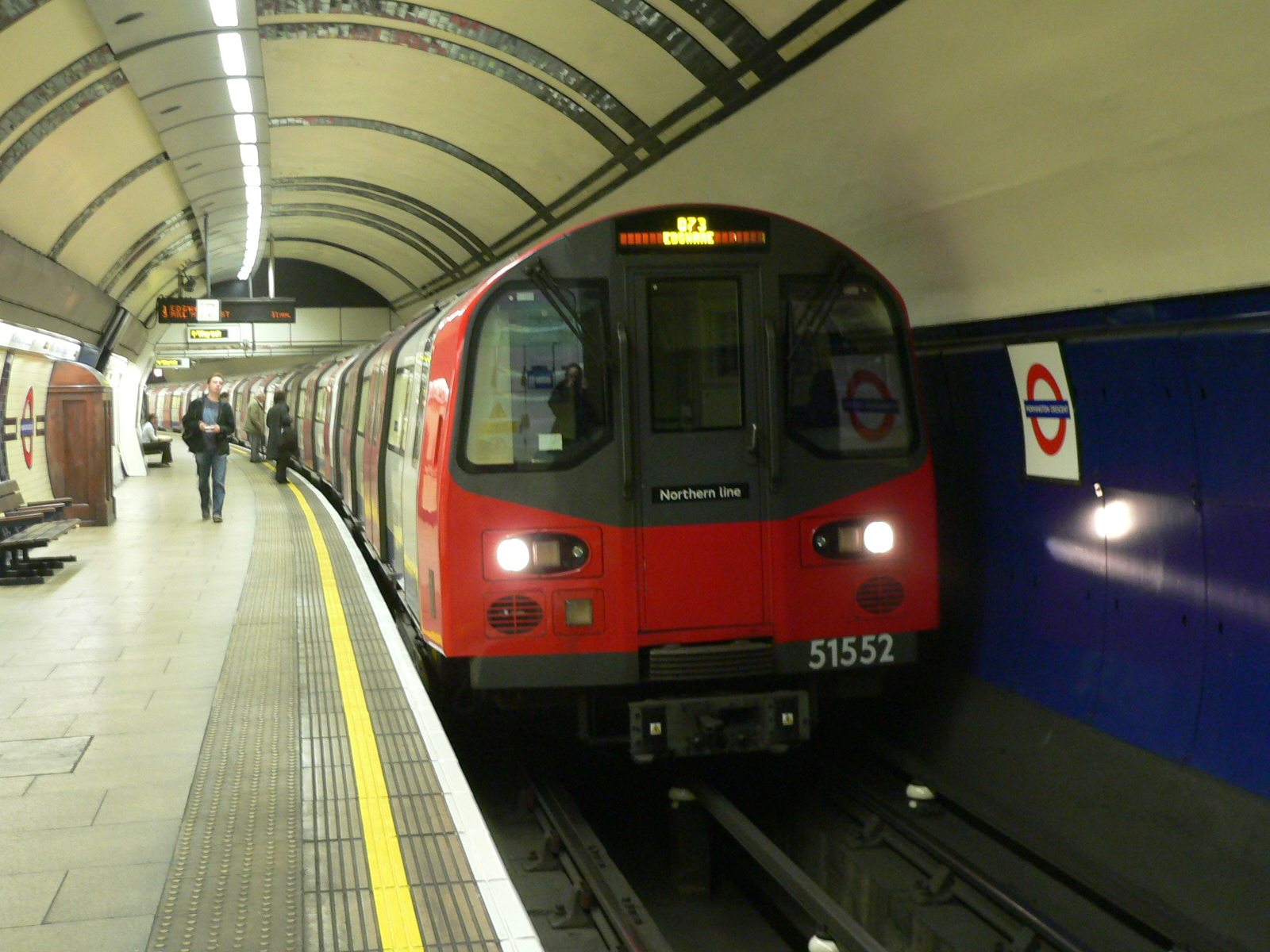
Le Oyster card sono valide su tutti i servizi della Metropolitana di Londra.

I possessori di Oyster card devono far leggere la card sia in entrata che in uscita dalle stazioni. Nel caso di PAYG card, i lettori di Oyster card calcolano automaticamente il costo della corsa e lo scaricano dalla card. La carta può anche contenere un Travelcard ed in questo caso l'addebito viene effettuato soltanto se si viaggia al di fuori delle zone per cui si è pagata la Travelcard.
Nella maggior parte delle stazioni della Metropolitana esistono delle barriere dotate di lettori ai quali far leggere la card. Alcune stazioni della Metropolitana e quelle della DLR hanno dei sensori posti in zone di interscambio. In questi casi, il passeggero che viaggia con la tariffa PAYG deve far leggere la card in uscita.

#### Bus

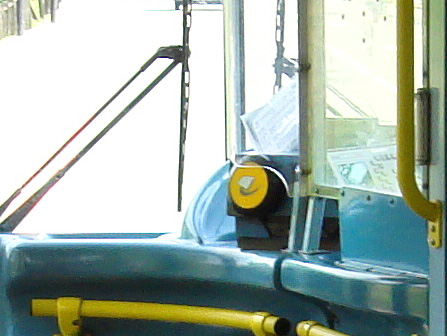
Validatori di Oyster sono sistemati all'ingresso di ogni London bus.

Gli utilizzatori debbono far leggere la loro card soltanto all'ingresso sul bus poiché i bus hanno una sola tariffa qualsiasi sia la destinazione o la linea.
Alcune linee in partenza da Londra sono dirette al di fuori della Greater London. I viaggiatori che usano il sistema Pay as you go possono viaggiare per l'intera corsa alla tariffa prevista nelle zone della Greater London.
Per linee operate sotto il London Local Service Agreements, è possibile usare il sistema PAYG sulle linee 84 per l'Hertfordshire fino a Potters Bar, e sul 614 dentro la Greater London. Sulle altre rotte LLSA, è possibile pagare una differenza di 90p.
Dal 2014 l'uso dell'Oyster Card è diventato obbligatorio anche sui bus in seguito all'eliminazione definitiva dell'uso dei contanti sui mezzi pubblici britannici.

#### Tram

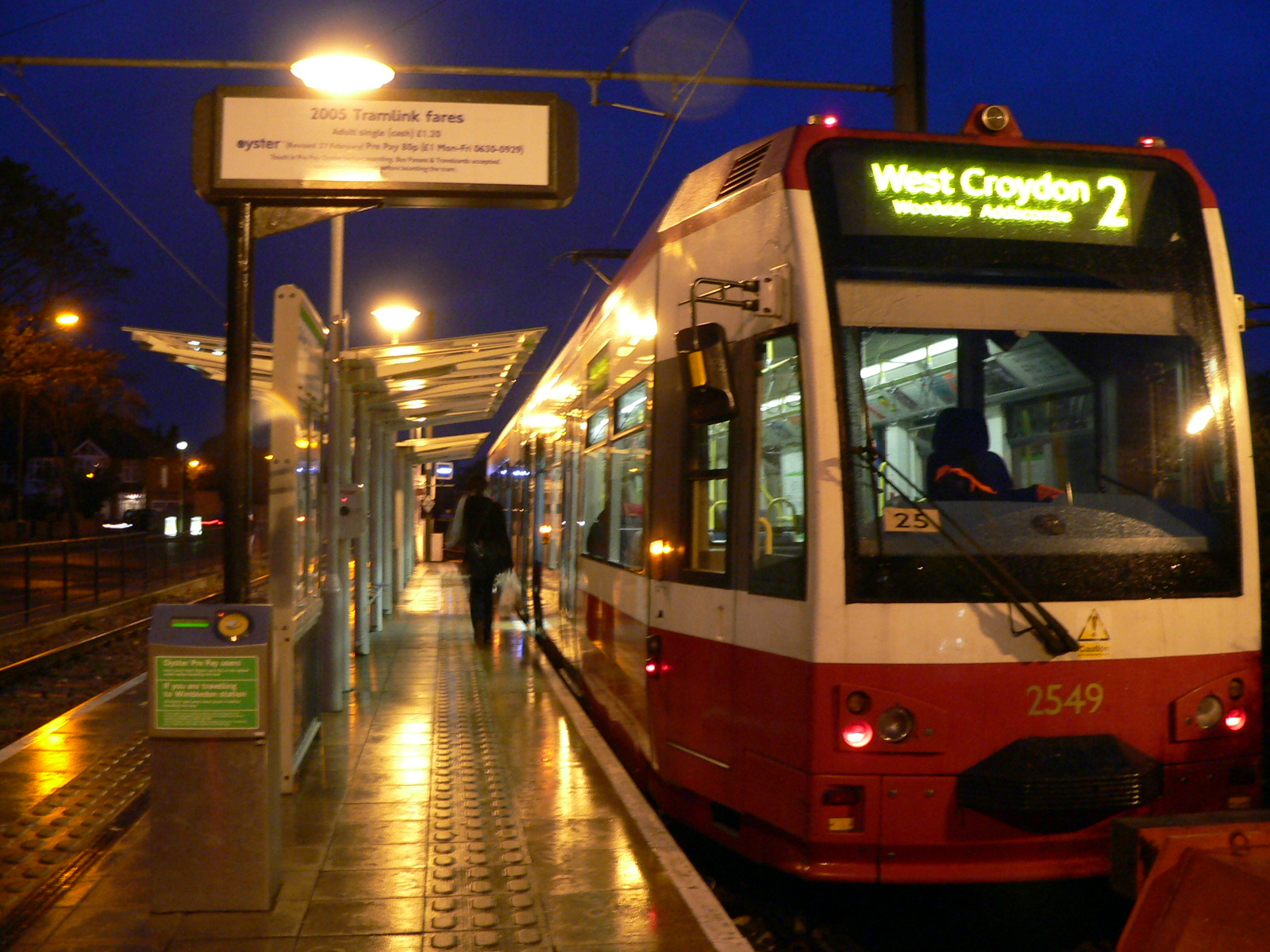
Viaggiatori con il sistema Pay as you go debbono far leggere la card all'ingresso sul tram.

I tram operano con le stesse regole tariffarie dei bus.
Comunque tutti i viaggiatori che scendono a Wimbledon debbono far leggere la card all'inizio del viaggio. Questo in quanto la fermata del tram è situata nell'area della Wimbledon station. Facendo leggere la card in uscita non viene loro addebitata l'intera corsa.
In maniera similare i passeggeri che entrano nelle stazioni dei tram sono avvertiti di far leggere la card all'ingresso e quindi ancora sulla piattaforma. I passeggeri che passano dalla Metropolitana al tram debbono validare all'uscita della piattaforma della District Line e poi nuovamente alla piattaforma del tram.

#### National Rail

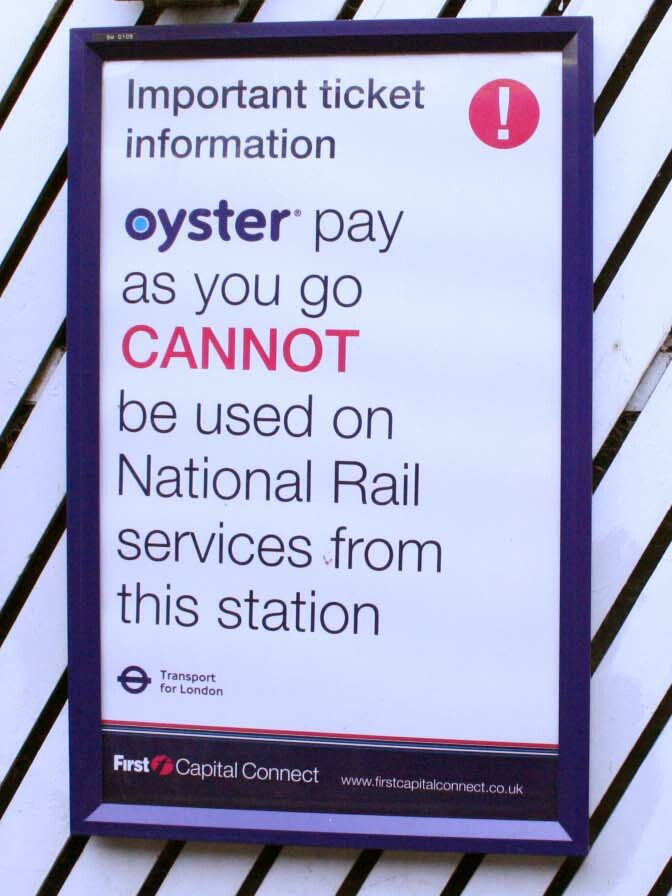
Molti operatori ferroviari non accettano il PAYG e pertanto espongono cartelli per informare i viaggiatori.

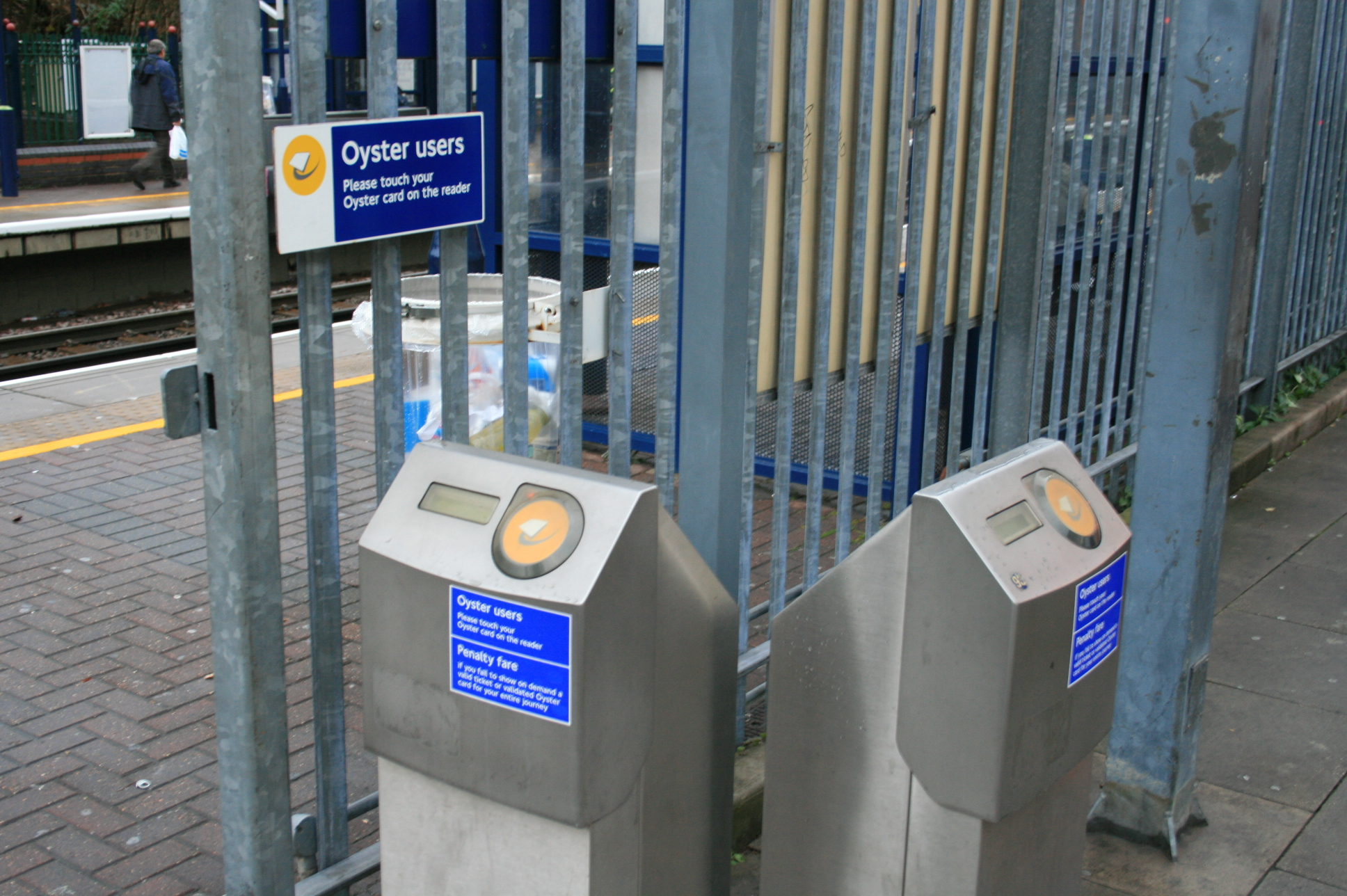
Lettori di carte isolati sono installati in zone di interscambio fra stazioni della National Rail e della Metropolitana.

Il sistema Oyster pay as you go sta gradualmente per essere introdotto nelle stazioni del National Rail ma ancora non è universalmente accettato.
Così come per i viaggi sulla rete della Metropolitana e sulla DLR, i viaggiatori che pagano con il PAYG sulla rete della National Rail, debbono far leggere la card all'entrata ed all'uscita delle stazioni per pagare la tariffa corretta. Le differenze vengono addebitate sulla carta dedotte le tariffe già comprese nella Travelcard se caricata.
Molte grandi stazioni della National Rail site nell'area centrale di Londra hanno delle barriere di controllo compatibili con quelle della Metropolitana, mentre nelle stazioni più piccole occorre far leggere la card da un validatore isolato esistente nelle stazioni di interscambio con la rete della Metropolitana.
La rete della National Rail è per la maggior parte fuori dal controllo del Transport for London, ed i servizi passeggeri sono gestiti dalle Compagni ferroviarie che operano sulle singole linee. A causa di questo fatto le Oyster card non vengono accettate da tutte le Compagnie e quindi occorre fare attenzione ai cartelli presenti nelle singole stazioni.

#### London Overground
Nel novembre 2007 le rotte della metropolitana operate da Silverlink vennero poste sotto il controllo del TfL ed operate sotto il nome di London Overground. Sin dal primo giorno di operatività le carte Oyster sono state accettate sulle rotte della Overground.

#### Ricarica
Quando il saldo PAYG si assottiglia, occorre provvedere ad una ricarica possibile ad ogni posto di vendita del sistema dei biglietti Travelcard. Le ricariche possono essere fatte anche online sul sito web della Oystercard o per telefono sul sito del TfL. In questo caso il viaggiatore deve indicare una stazione della Metropolitana dove, dal giorno successivo, è possibile caricare la Oyster card con i fondi acquistati. Se si acquista un biglietto mensile la ricarica arriva cinque giorni prima della scadenza del mese precedente. Se l'acquisto non viene scaricato nei successivi 14 giorni, la somma viene riaccreditata al cliente.
Gli accrediti non possono essere scaricati da un lettore di carte sito su un bus.

#### Tariffe
Le tariffe sono molto complesse e cambiano nella varie ore della giornata. Quelle più aggiornate si possono trovare nel sito del Transport for London.
Per invogliare i viaggiatori ad optare per la Oyster, le tariffe PAYG sono generalmente meno care di quelle acquistate in contanti.
La tariffa in contanti di una corsa in tram o bus è di  £ 2, mentre pagandola con la Oyster essa è di £ 1 per una singola corsa e comunque con un massimo di £ 3,30 per giorno con un numero illimitato di corse. Sul PAYG rail network, un viaggio singolo nella zona 1 costa  £ 1,50 (comparato a £ 4 se acquistato per contanti), o da £ 1 (£ 3 in contanti) fra ogni altra singola zona.

#### Tariffa massima
Dal 27 febbraio 2005 è stata introdotta una tariffa massima giornaliera che consente di pagare non più di una determinata cifra per fare un numero infinito di viaggi nella stessa giornata.

#### Sconti
Dal 20 agosto 2007 è stata istituita una Bus and Tram Discount photocard da caricare sulla Oyster. Questa carta consente uno sconto di  £ 0,50 su un biglietto di corsa semplice e di pagare a metà prezzo una carta mensile. Questo è stato possibile a seguito di un accordo fra Transport For London e Petróleos de Venezuela S.A. che ha deciso di concedere uno sconto del 20% sui carburanti dei bus. In cambio Transport for London ha aperto un ufficio a Caracas per offrire consulenza nel settore della pianificazione dei trasporti pubblici, del turismo e della protezione dell'ambiente.
| Biglietto di corsa semplice (Entro l'area della Greater London)                | Biglietto cartaceo | Oyster       | Oyster      |
| Biglietto di corsa semplice (Entro l'area della Greater London)                | Biglietto cartaceo | lun-ven 7-19 | Altri orari |
| ------------------------------------------------------------------------------ | ------------------ | ------------ | ----------- |
| Zone 1 soltanto                                                                | £ 4                | £ 1,90       | £ 1,90      |
| Zone 1 a 6                                                                     | £ 4                | £ 3,50       | £ 2         |
| Zone 1 a 7                                                                     | £ 5,50             | £ 4,50       | £ 3         |
| Zone 1 a 8 o 9                                                                 | £ 7                | £ 6          | £ 3         |
| Zone 2 a 7                                                                     | £ 4                | £ 3          | £ 2         |
| Zone 2 a 8 o 9                                                                 | £ 5,50             | £ 4          | £ 2         |
| Zone 3 a 7                                                                     | £ 4                | £ 2,50       | £ 1,30      |
| Zone 3 a 8 o 9                                                                 | £ 4                | £ 3.50       | £ 1,30      |
| Zone 4 a 7                                                                     | £ 3                | £ 2          | £ 1,30      |
| Zone 4 a 8 o 9                                                                 | £ 4                | £ 3          | £ 1,30      |
| Zone 5 a 7                                                                     | £ 3                | £ 2          | £ 1,30      |
| Zone 5 a 8 o 9                                                                 | £ 3                | £ 2,50       | £ 1,30      |
| Zone 6 a 7                                                                     | £ 3                | £ 1,50       | £ 1,30      |
| Zone 6 a 8 o 9                                                                 | £ 3                | £ 2          | £ 1,30      |
| Zone 2, 3, 4, 5, 6, 7, 8 o 9 (ogni due zone adiacenti ma non la zona 1)        | £ 3                | £ 1,30       | £ 1,30      |
| Zone 2 a 6                                                                     | £ 3                | £ 1,80       | £ 1,00      |
| Biglietto di corsa semplice (Stazioni a nord di Moor Park nelle zone da 7 a 9) | Biglietto cartaceo | Oyster       | Oyster      |
| Biglietto di corsa semplice (Stazioni a nord di Moor Park nelle zone da 7 a 9) | Biglietto cartaceo | lun-ven 7-19 | Altri orari |
| Entro una di due zone adiacenti (7, 7-8, 8, 8-9, 9)                            | £ 3                | £ 1,30       | £ 1,30      |
| Entro tre zone adiacenti (7-8-9)                                               | £ 3                | £ 1,50       | £ 1,30      |